# دهستان لای سیاه
دهستان لای سیاه نام دهستانی در بخش مرکزی شهرستان نائین، استان اصفهان در ایران است. روستاهای این دهستان در مسیر جاده نائین به ورزنه واقع شده اند. براساس سرشماری مرکز آمار ایران در سال ۱۳۸۵، جمعیت آن ۲۵۴۱ نفر (۸۷۱ خانوار) بوده‌است.